# شورجه باروق
شورجه باروق، روستایی در دهستان باروق بخش مرکزی شهرستان باروق در استان آذربایجان غربی ایران است.

## جمعیت
بر پایه سرشماری عمومی نفوس و مسکن در سال ۱۳۹۵، جمعیت این روستا برابر با ۱۴۰ نفر (۴۱ خانوار) بوده است.